# Liste der Stolpersteine in Weisenheim am Berg
In der Liste der Stolpersteine in Weisenheim am Berg werden die vorhandenen Gedenksteine aufgeführt, die im Rahmen des Projektes Stolpersteine des Künstlers Gunter Demnig in Weisenheim am Berg bisher verlegt worden sind.

## Verlegte Stolpersteine
| Adresse               | Name          | Inschrift                                                                    | Verlegedatum | Bild | Anmerkung                                         |
| --------------------- | ------------- | ---------------------------------------------------------------------------- | ------------ | ---- | ------------------------------------------------- |
| Kirchgasse (Standort) | Ida Hecht     | Hier wohnte Ida Hecht Jg. 1878 deportiert 1940 Gurs tot 3.6.1941 in Gurs     | 7. Nov. 2006 |      | geboren am 5. Dezember 1878 in Weisenheim am Berg |
| Kirchgasse (Standort) | Juliana Hecht | Hier wohnte Juliana Hecht Jg. 1880 deportiert 1940 Gurs tot 23.1.1942 in Noé | 7. Nov. 2006 |      | geboren am 26. Januar 1880 in Weisenheim am Berg  |